# Часовня-усыпальница Жуковских (Могилёв)
Часовня-усыпальница Жуковских — часовня на католическом кладбище по ул. Лазаренко Могилева. Была построена в начале XX века из кирпича как надгробие Жуковских. Памятник современной и архаичной архитектуры (неоегипетский стиль). В склепе похоронен Александр Жуковский (1820—1915), предводитель дворянства Рогачёвского уезда Могилёвской губернии, и, вероятно, его жена Клотильда из Цехановецких (мемориальная доска не сохранилась).

## Архитектура
4-е египетские колонны, размещенные на квадратном подиуме и держащие плоский потолок под шатровой крышей с крестом . Мощный антаблемент спереди покрыт рельефными крылатыми дисками и обрамлен коническими башенками с вазами . Внутри, на торцевой стене, прямоугольный портал с рельефным крестом в центре и скульптурой ангела в основании с правой стороны.